# Bande à part
Bande à part (en español Banda aparte) es una película francesa dirigida por Jean-Luc Godard en 1964. La historia, adaptación de la novela pulp estadounidense Fool's Gold escrita por Dolores Hitchens, es una mezcla de cine negro, comedia y drama. El realizador la describió como "el encuentro entre Alicia y Franz Kafka".
Considerada una de las películas más destacadas de la nouvelle vague francesa obtuvo el premio a la película del año para la revista Cahiers du Cinéma. Se considera una variación contemporánea y burlesca de la película Jules y Jim de François Truffaut, dos años después de que ésta fuera realizada.

## Sinopsis
Odile (Anna Karina) es una cándida joven que, durante una clase de inglés, conoce a dos ladrones aficionados: Arthur (Claude Brasseur), un joven oportunista, y Franz (Sami Frey) de carácter introvertido. Rápidamente los tres jóvenes congenian, ya que tienen puntos en común. Sin embargo, todo responde al plan de los chicos, pues Odile reside junto a unos parientes adinerados a quienes aquellos planean robar.

## Reparto
- Anna Karina - Odile
- Danièle Girard - Profesor de inglés
- Louisa Colpeyn - Madame Victoria
- Chantal Darget - Tía de Arthur
- Sami Frey - Franz
- Claude Brasseur - Arthur
- Georges Staquet - Legionario
- Ernest Menzer - Tío de Arthur
- Jean-Claude Rémoleux - Estudiante
- Michel Delahaye - Porero
- Louis Jojot
- Claude Makovski - Estudiante
- Michèle Seghers - Estudiante
- Jean-Luc Godard - Narrador

## Producción
Hay dos escenas célebres en la película: la secuencia del baile Madison (que inspiró a Quentin Tarantino y Hal Hartley), y una carrera de nueve minutos a través del Museo del Louvre, homenajeada por Bertolucci en su película The dreamers (2003). En otro momento del film, los personajes, en un bar concurrido y bullicioso, deciden guardar un minuto de silencio (en realidad, 36 segundos), tiempo durante en cual la película se queda completamente sin sonido. 
Godard intenta reflejar la candidez de una adolescente que es seducida por un ladrón.